# فینال سوپر جام فوتبال اسپانیا ۲۰۲۴
فینال سوپر جام فوتبال اسپانیا ۲۰۲۴ یک مسابقه فوتبال برای تعیین قهرمان سوپر جام اسپانیا ۲۰۲۴، چهلمین دوره مسابقات سالانه سوپر جام فوتبال اسپانیا بود. این بازی در ۱۴ ژانویه ۲۰۲۴ در ورزشگاه دانشگاه ملک سعود در ریاض عربستان سعودی برگزار شد. این مسابقه «ال کلاسیکو» میان رئال مادرید قهرمان کوپا دل ری ۲۳–۲۰۲۲ و نایب قهرمان لا لیگا در فصل ۲۳–۲۰۲۲ و بارسلونا قهرمان لا لیگا ۲۳–۲۰۲۲ بود. (تا سال ۲۰۲۰ فرمت آن صرفاً یک مسابقه دو بازی بود؛ تیم‌ها همچنین در بازی برگشت فینال سال گذشته با یکدیگر روبرو شدند).
رئال مادرید برای سیزدهمین قهرمانی خود در سوپرکاپ اسپانیا در این بازی ۴–۱ پیروز شد.

## تیم‌ها
| تیم         | جواز حضور در مسابقات                                    | حضور در فینال‌های پیشین (پررنگ نشان‌دهنده قهرمانی است)                                                                                       |
| ----------- | ------------------------------------------------------- | --- |
| رئال مادرید | قهرمان کوپا دل ری ۲۳–۲۰۲۲ و نایب قهرمان لا لیگا ۲۳–۲۰۲۲ | ۱۸ (۱۹۸۲، ۱۹۸۸، ۱۹۸۹، ۱۹۹۰، ۱۹۹۳، ۱۹۹۵، ۱۹۹۷ ، ۲۰۰۱، ۲۰۰۳، ۲۰۰۷، ۲۰۰۸، ۲۰۱۲، ۲۰۱۱ , ۲۰۲۲, ۲۰۲۳)                                            |
| بارسلونا    | قهرمان لا لیگا ۲۳–۲۰۲۲                                  | ۲۵ (۱۹۸۳, ۱۹۸۵, ۱۹۸۸, ۱۹۹۰, ۱۹۹۱, ۱۹۹۲, ۱۹۹۳, ۱۹۹۴, ۱۹۹۶, ۱۹۹۷ , ۱۹۹۸, ۱۹۹۹, ۲۰۰۱, ۲۰۰۶ ۲۰۱۲، ۲۰۱۳، ۲۰۱۵ ، ۲۰۱۶ ، ۲۰۱۷، ۲۰۱۸، ۲۰۲۱ ، ۲۰۲۳) |

1. ↑  رئال مادرید در سال‌های ۸۹–۱۹۸۸ موفق به کسب دوگانه شد و به این ترتیب به‌طور خودکار عنوان قهرمانی سوپرکاپ اسپانیا در سال ۱۹۸۹ را دریافت کرد.

## مسیر رسیدن به فینال
| رئال مادرید    | رئال مادرید | راند                         | بارسلونا | بارسلونا |
| -------------- | ----------- | ---------------------------- | -------- | -------- |
| حریف           | نتیجه       | سوپر جام فوتبال اسپانیا ۲۰۲۴ | حریف     | نتیجه    |
| اتلتیکو مادرید | ۵–۳ (و.ا.)  | نیمه نهایی                   | اوساسونا | ۲–۰      |

## بازی
| رئال مادرید | ۴–۱ | بارسلونا |
| ----------- | --- | -------- |

| رئال مادرید | بارسلونا |

| بهترین بازیکن: وینیسیوس جونیور (رئال مادرید) کمک داوران: دیگو باربرو سویا (اندلس) میگل مارتینز مونوئرا (والنسیا) کمک‌دارو چهارم: ماریو ملرو لوپز (اندلس) کمک‌داور ویدیویی: سزار سوتو گرادو (لاریوخا) کمک‌داور ویدیویی: ایکر دی فرانسیسکو گریالبا (باسک) فرانسیسکو خوزه هرناندز ماسو (اکسترمادورا) | قوانین مسابقه - ۹۰ دقیقه. - در صورت لزوم ۳۰ دقیقه وقت اضافه. - در صورت مساوی بودن امتیازات، ضربات پنالتی. - یازده جایگزین نام برد. - حداکثر پنج تعویض، با ششمین تعویض در وقت اضافه مجاز است. |